# Logisticus modestus
Logisticus modestus är en skalbaggsart som beskrevs av Waterhouse 1882. Logisticus modestus ingår i släktet Logisticus och familjen långhorningar.
Artens utbredningsområde är Madagaskar. Inga underarter finns listade i Catalogue of Life.